# Lobomicosis
La lobomicosis es una enfermedad humana que afecta a la piel, está causada por una infección crónica debida al hongo Lacazia loboi. Suele presentar en regiones de clima tropical o subtropical. Este hongo puede provocar también enfermedad en delfines.

## Historia
La primera descripción fue realizada en 1931 por el médico Jorge Lobo, tras atender a un paciente en la ciudad de Recife, Brasil, que procedía de la región amazónica y presentaba diferentes lesiones en la piel de aspecto nodular. Posteriormente se diagnosticaros más casos, todos ellos en países de América del Sur o Central.

## Descripción
Aparecen lesiones en la piel de larga evolución, que pueden ser únicas o múltiples, las localizaciones más frecuentes son las extremidades inferiores, el oído externo y las extremidades superiores, es menos frecuente en cara cuello y tórax. Las lesiones pueden adoptar diferentes aspectos, hiperpigmentadas o de color rojoviolaceo. En ocasiones se forman úlceras o adoptan un aspecto nodular o verrugoso. Crecen progresivamente invadiendo la piel adyacente e incluso los ganglios linfáticos próximos. Los pacienten pueden presentar dolor o picor en las áreas afectadas, pero en ocasiones se desarrolla falta de sensibilidad en la zona, bien parcial (hipoestesia) o total (anestesia). Pueden aparecer complicaciones, como infecciones secundarias, dificultad para el movimiento de las extremidades y en raras ocasiones degeneración maligna.

## Distribución
Casi todos los casos se han producido en Sudamérica, principalmente en Brasil, Colombia, Surinam, Guayana Francesa, Venezuela y Panamá.

## Sinonimia
La enfermedad recibe diferentes nombres: Enfermedad de Jorge Lobo, lacaziosis, blastomicosis queloidiana, blastomicosis amazónica, lepra de los Caiabi y pseudolepra.

## Tratamiento
Se basa en la cirugía, pues la enfermedad responde mal a los fármacos antimicóticos como clofazimina o itraconazol, que pueden ser útiles en determinados casos.

## Lobomicosis en delfines

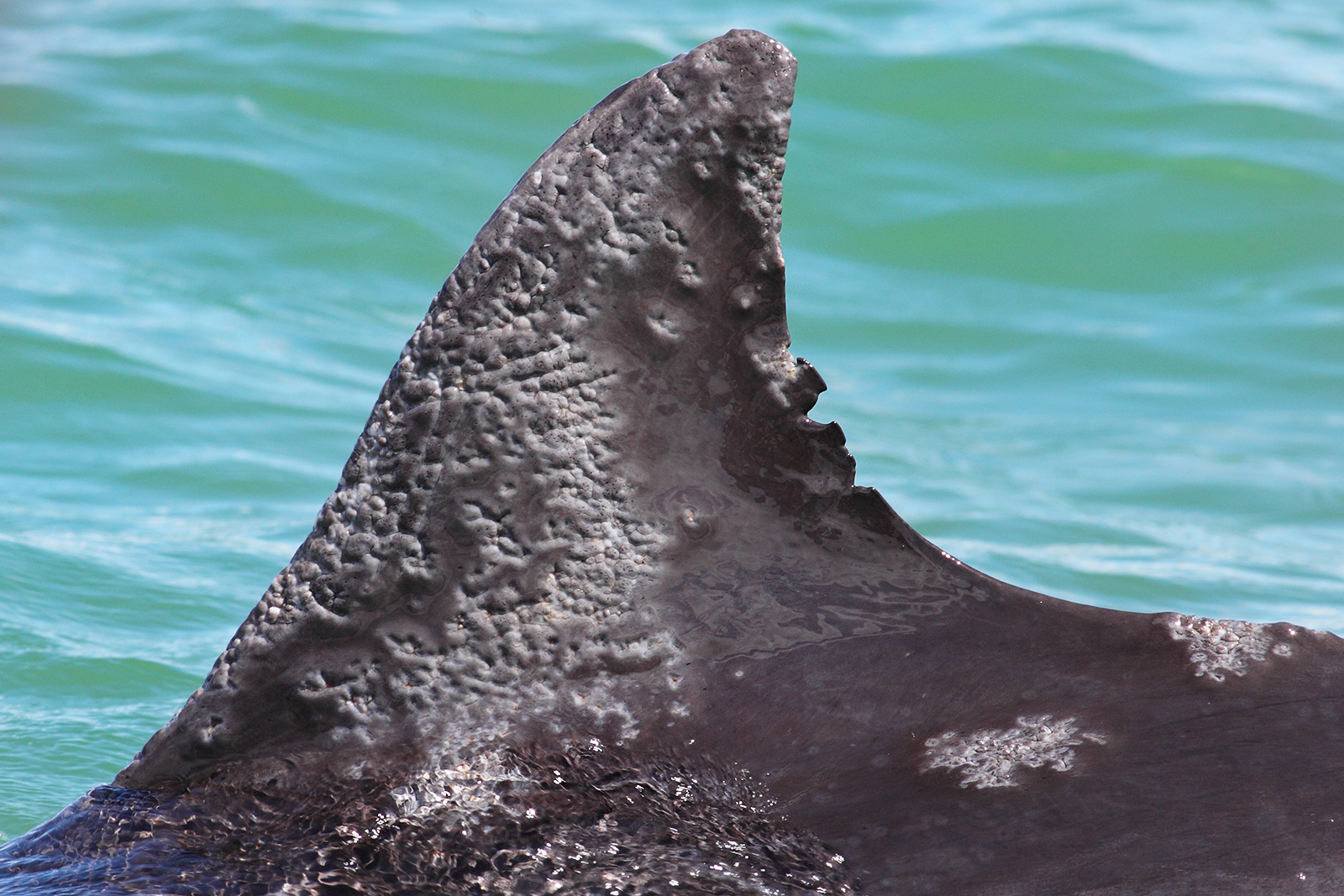
Lobomicosis que afecta a la aleta dorsal de un delfín salvaje.

Los delfines pueden ser afectados por lobomicosis, sobre todo la aleta dorsal y cabeza. En enero de 2006 se registraron numerosos casos en el Indian River Lagoon, en la costa atlántica de Florida.